# Epione emundata
Epione emundata är en fjärilsart som beskrevs av Hugo Theodor Christoph 1880. Epione emundata ingår i släktet Epione och familjen mätare. Inga underarter finns listade i Catalogue of Life.